# 黄永林
黄永林（1958年8月—），男，湖北仙桃人，中国民间文艺学家，曾任华中师范大学副校长、教授、博士生导师，中国民俗学会副会长。